# Matei Boilă
Matei Zaharia Boilă (n. 17 aprilie 1926, Blaj, Alba, România – d. 27 august 2015) a fost un senator român, deținut politic în timpul regimului comunist, preot greco-catolic. Matei Zaharia Boilă a fost fiul profesorului Zaharia Boilă (în perioada interbelică titular al catedrei de Drept Constituțional la Universitatea Regele Ferdinand din Cluj) și al Clarei Popa, fiica surorii lui Iuliu Maniu.

## Detenția și clandestinitatea
Matei Boilă a fost membru PNȚ din 1945. În 1952 a fost arestat în lotul foștilor țărăniști, condamnat la 10 ani de închisoare și trimis la Canalul Dunăre-Marea Neagră. 
În data de 15 august 1977 a fost hirotonit preot la Reghin, de către episcopul Alexandru Todea.

## Activitatea de senator
Între 1992-2000 a fost senator de Cluj din partea PNȚCD. În legislatura 1996-2000, Matei Boilă a fost membru PNȚCD până în aprilie 1999 iar apoi a devenit senator neafiliat. În cadrul activității sale parlamentare în legislatura 1996-2000, Matei Boilă a fost membru în grupul parlamentar de prietenie cu Republica Portugheză.
Mihai Boilă s-a remarcat prin inițiativa legislativă nr. 243/1996 privind reglementarea folosirii lăcașelor de cult ale Bisericii Române Unite cu Roma. Proiectul senatorului Boilă prevedea folosirea în comun de către comunitățile ortodoxe și greco-catolice a bisericilor greco-catolice în localitățile în care există o singură biserică, respectiv folosirea exclusivă a unei biserici de către comunitățile greco-catolice în localitățile în care există două sau mai multe lăcașe de cult. Această inițiativă a fost completată de senatorul Corneliu Turianu și adoptată de Senat în data de 12 iunie 1997, fapt care a dus la o reacție aprinsă din partea episcopatului Bisericii Ortodoxe Române din Transilvania, reacție amplificată de parlamentarii PUNR. Legea Boilă-Turianu a fost tergiversată la Camera Deputaților timp de patru ani și în cele din urmă respinsă pe 25 septembrie 2001, în noua legislatură dominată de PDSR (devenit PSD în iunie 2001).

## Memoria
În data de 30 august 2015 a fost înmormântat în Cimitirul Hajongard din Cluj, de către un sobor de preoți în frunte cu episcopul Mihai Frățilă.